# Taphronotus aglaosus
Taphronotus aglaosus är en stekelart som beskrevs av Gibson 1995. Taphronotus aglaosus ingår i släktet Taphronotus och familjen hoppglanssteklar.
Artens utbredningsområde är:
- Costa Rica.
- Ecuador.
- Guatemala.
- Panama.
- Peru.
- Venezuela.

Inga underarter finns listade i Catalogue of Life.